# Dee Ann Crossley
Dee Ann Crossley (Heron Lake, Minnesota, 17 juli 1942) is een Amerikaans organist.

## Levensloop
Crossley behaalde eerst een bachelor in piano en koormuziek aan Cornell College en een Master of Arts in muziekgeschiedenis aan Smith College. Zij studeerde daarna orgel aan Boston University en in Montreal. Onder haar docenten had ze John Weaver, Gerald Bales en Bernard Lagacé.
In 1973 won ze de tweede prijs in het internationaal Johann-Sebastian Bach-orgelconcours in het kader van het Festival Musica Antiqua, Festival van Vlaanderen in Brugge.
Ze doorliep een lange carrière als leraar piano aan de St. Paul Academy en als organist. Ze was gedurende 38 jaar muziekdirecteur en organist in de lutherse Augustana Church in West St. Paul. Deze kerk is het centrum van de belangrijkste conference van de lutherse Evangelical Lutheran Synod met zijn dertien conferences in de Verenigde Staten. Ze bracht samen met het Augustana Lutheran Church Choir in 1984 de lp O Sing To The Lord uit. Ze was lid van de Thursday Musical en presidente van de Schubert Club in Saint Paul. 
In 2003 was ze coördinator van de TCAGO (Twin Cities American Guild of Organists) Student Competition.
In 2012 ontving ze de An die Music-award van de Schubert Club in Saint Paul voor uitzonderlijke toewijding en betrokkenheid gedurende vele jaren ter bevordering van de activiteiten en de missie van de Schubert Club.
In april 2014 speelde zij met het Mississippi Valley Orchestra de Orgelsymfonie van Camille Saint-Saëns. Een opname van een van deze concerten is verkrijgbaar op cd.
Ze was bestuurder van:
- de Schubert Club, waarvan ze ook voorzitster was,
- de American Composers Forum,
- de Bach Society,
- de Twin Cities Chapter of the American Guild of Organists.[5]